# Czas nowofundlandzki
Czas nowofundlandzki (ang. Newfoundland (Standard) Time, NT, NST) – strefa czasowa, odpowiadająca czasowi słonecznemu południka 52°30, który różni się o 3 godziny i 30 minut od uniwersalnego czasu koordynowanego (UTC-3:30).
W strefie znajduje się Kanada (wyspa Nowa Fundlandia i południowo-wschodnia część regionu Labrador).
W okresie letnim czas standardowy zastępowany jest czasem letnim (Newfoundland Daylight Time, NT) przesuniętym o jedną godzinę (UTC-2:30).